# Woody Shaw
Woody Hermann Shaw II (Laurinburg, 24 dicembre 1944 – New York, 10 maggio 1989) è stato un musicista e compositore statunitense.
Trombettista, flicornista, cornettista e compositore di musica jazz, è spesso considerato l'ultimo grande innovatore del linguaggio improvvisativo trombettistico. Shaw rivoluzionò le capacità tecniche e la concezione armonica della sintassi improvvisativa del proprio strumento, introducendo degli andamenti melodici solitamente impiegati in strumenti come il sassofono, ovvero l'utilizzo frequente di intervalli di quarta e di quinta durante la prassi improvvisativa. Questi elementi di grande modernismo fanno di lui uno dei maggiori geni della musica afroamericana. Egli determinò il nuovo polo entro il quale si orientarono le generazione future di trombettisti di musica jazz.